# Beli Orlovi

Emblema de ombro do grupo paramilitar Águias Brancas.

As Águias Brancas (em servio: Beli orlovi, em sérvio cirílico: Бели орлови),  também conhecido como os Vingadores (Osvetnici), eram um grupo paramilitar sérvio associado à Renovação Nacional Sérvia e ao Partido Radical Sérvio. As Águias Brancas lutaram em guerras na Croácia e Bósnia e Herzegovina durante as guerras iugoslavas.
Durante os julgamentos em 2003 de Vojislav Šešelj no Tribunal Penal Internacional para a antiga Jugoslávia, o grupo foi incluído como parte de uma associação criminosa à qual Vojislav Šešelj é acusado de pertencer. No TPIJ, o grupo é identificado como "unidades de voluntários, incluindo Chetniks ou Seseljevci (traduzido como" homens de Seselj")". Esta associação foi negada pelo líder do SRS, Vojislav Seselj.